# Холодна страва (фільм)
Холодна страва (рос. Холодное блюдо) — російсько-білоруський кримінально-мелодраматичний міні-серіал 2015 року.

## Сюжет
Це історія про молоду дівчину на ім'я Женя (Євгенія Нохріна). Коли наречений Жені Олег (Дмитро Есеневич) гине в автокатастрофі з вини п'яного водія, то вона прагне тільки одного — щоб Костю Стрєльцова (Олексій Демидов), який скоїв наїзд, посадили надовго. Але цього не трапляється, тому що Костя — син місцевого олігарха, і батько неодноразово рятував його від відповідальності. 
Втративши надію на справедливий суд, Женя вирішує, що здійснить правосуддя сама і доб'ється того, щоб Костя опинився за ґратами ...

## У ролях
| Актор              | Роль                                                   |
| ------------------ | ------------------------------------------------------ |
| Євгенія Нохріна    | Женя                                                   |
| Олексій Дємідов    | Костя Стрєльцов                                        |
| Павло Яскевич      | Роман, зведений брат Кості                             |
| Олександр Суцковер | керуючий                                               |
| В'ячеслав Павлють  | Анатолій Сергійович Стрєльцов, батько Кості, бізнесмен |
| Олег Ткачов        | Віктор Андрійович Єршов, слідчий                       |
| Ольга Сизова       | Катерина Василівна, мати Кості                         |
| Дмитро Есеневич    | Олег Бєлов, наречений Жені                             |
| Зоя Бєлохвостик    | Олена Валентинівна, мати Олега                         |
| Валентина Гарцуєва | Оксана, каскадер                                       |
| Андрій Оліференко  | адвокат Стрєльцова                                     |
| Сергій Чуб         | Павло Міроєв                                           |
| Сергій Чуб         | Павло Міроєв                                           |
| Михайло Горевий    | Сергій Андрійович Дьомін                               |